# Volvo D5
El motor Volvo D5 es un propulsor turbodiésel desarrollado por Volvo para su uso en vehículos de pasajeros. 

## Desarrollo
Desde hacía ya varias décadas, Volvo recurría a montar motores del grupo Renault, Volkswagen o Audi, con cilindradas de hasta 2.5L en el caso del motor Audi. Con la llegada del Volvo 850, la firma diseñó su propio bloque motor pensando en los futuros S60 diésel y gasolina. De esta forma, en el año 2000 Volvo comenzó a montar el D5 en sus modelos diésel.
Tanto el bloque motor como la culata están fabricados en aluminio, con una disposición de cinco cilindros en línea y 20 válvulas DOHC. Dispone de un turbocompresor de geometría variable, inyección directa por common-rail y enfriado de gases de escape. 
Existen dos generaciones de motores D5. La primera generación fue presentada en 2001, se consideró como uno de los mejores motores diesel del momento, ya que, gracias a su configuración pentacilíndrica, conseguía un tacto muy suave, una gran elasticidad (ya que entregaba la cifra máxima de par motor por debajo de las 2000 rpm), y una potencia máxima de 163 CV (120 kilovatios) a 4000 rpm, aunque el motor se estirase hasta por encima de 4500 rpm, lo que le daba ventaja con respecto a sus principales rivales (Audi A4, Mercedes Clase C y BMW Serie 3).
La segunda generación fue presentada en 2005, con una tasa de compresión reducida, un turbocompresor refrigerado por agua con un compresor mayor y un servo eléctrico para ajustar las válvulas mejorado, puertos de admisión y escape revisados y un sistema common-rail de inyección directa con inyectores optimizados. 
Volvo disponía de una versión especial del D5 para su uso en los modelos S40, V50, C70, y C30, que rendía 180 CV (132 kilovatios) y 350 N·m de par motor. Los compartimentos de los motores de estos coches son más pequeños, por lo que el motor tiene un colector de admisión diferente. 
El D5244T es ofrecido también como motor marino por Volvo Penta, con la denominación "D3". Su potencia es de 110 CV (81 kilovatios) a 3000 rpm, y de 130 CV (96 kilovatios), 160 CV (118 kilovatios) o 180 CV (132 kilovatios) a 4000 rpm.
|                        | D5244T                                                          | D5244T4                            | D5244T5                            | D5244T7                           | D5244T10                           |
| ---------------------- | --------------------------------------------------------------- | ---------------------------------- | ---------------------------------- | --------------------------------- | ---------------------------------- |
| Potencia               | 163 CV (120 kilovatios) /4.000 rpm                              | 185 CV (136 kilovatios) /4.000 rpm | 165 CV (121 kilovatios) /4.000 rpm | 126 CV (93 kilovatios) /4.000 rpm | 205 CV (151 kilovatios) /4.000 rpm |
| Par motor              | 340 Nm /1.750 rpm                                               | 400 Nm /2.000-2.750 rpm            | 340 Nm /1.750-2.250 rpm            | 300 Nm /1.750-2.750 rpm           | 420 Nm /1.750-3.000 rpm            |
| Relación de compresión | 18.0:1                                                          | 17.3:1                             |                                    |                                   |                                    |
| Common Rail            | 2ª generación (1600 bar (22 741,9 libras por pulgada cuadrada)) | 4ª generación                      |                                    |                                   |                                    |